# Birgit Rydlewski
Birgit Rydlewski (Dortmund, 16 de janeiro de 1970) é uma política da Alemanha, filiada ao Partido Pirata da Alemanha.